# Кондрашёв, Иван Иванович
Иван Иванович Кондрашёв (28 июля 1927 — 11 февраля 2008) — передовик советской строительной отрасли, электросварщик строительного управления № 5 треста «Шаимгазстрой» Министерства газовой промышленности СССР, Ханты-Мансийский национальный округ, Герой Социалистического Труда (1971).

## Биография
Родился 28 июля 1927 года в хуторе Серединский Северо-Кавказского края, в семье русских. Обучился в семилетней школе.
В 1944 году был призван в ряды Красной армии. Служил на Дальнем Востоке. Участник военной операции по освобождению территорий от японских империалистических захватчиков. Уволен со службы в 1951 году.
В 1951 году устроился работать в детскую воспитательную колонию в Горнозаводске. С 1956 года работал слесарем-сантехником в строительном управлении № 1 в городе Уфа. С 1957 года на армавирском машиностроительном заводе. Вскоре начал работать слесарем в строительном управлении механизации № 1 в городе Белебей Башкирской АССР. Был направлен на обучение в Ленинград, на курсы электросварщика. После обучения продолжил работать по новой специальности.
В 1963 году переехал на строительство новых газовых месторождений в Западной Сибири. Трудился электросварщиком в управлениях № 7 и № 12 «Шаимгазстрой». Работал на строительстве нефтепровода Шаим-Тюмень. Инициатор создания комплексных строительно-монтажных бригад.
Досрочно выполнил личные социалистические обязательства и плановые задания Восьмой пятилетки (1966—1970). 30 марта 1971 года Указом Президиума Верховного Совета СССР удостоен звания Героя Социалистического Труда «за выдающиеся заслуги в выполнении заданий пятилетнего плана и достижение высоких технико-экономических показателей» с вручением ордена Ленина и золотой медали Серп и Молот.
С 1973 года назначен и работал бригадиром бригады электросварщиков строительного управления № 15 треста «Сургутгазстрой». С 1979 — бригадир электросварщиков управлении механизации № 1 треста «Тюменьгазмеханизация». С 1989 года на пенсии.
Проживал в городе Тюмени. Умер 11 февраля 2008 года. Похоронен на Червишевском-2 кладбище города Тюмени.

## Награды
За трудовые и боевые успехи был удостоен:
- золотая звезда «Серп и Молот» (30.03.1971)
- орден Ленина (30.03.1971)
- Орден Трудового Красного Знамени (12.05.1977)
- Орден Отечественной войны II степени (11.03.1985)
- Медаль «За трудовое отличие» (01.07.1966)
- Медаль «За победу над Японией» (1945)
- Медаль «За освоение недр и развитие нефтегазового комплекса Западной Сибири»
- Отличник нефтяной и газовой промышленности (1970)
- другие медали.

Почётный гражданин города Урай (1972).